# Coenotephria apiciata
Coenotephria apiciata là một loài bướm đêm trong họ Geometridae.